# Samangan
För andra betydelser, se Samangan (olika betydelser).
Samangan (persiska: سمنگان) är en av Afghanistans 34 provinser, (wilayat). Den ligger i den norra delen av landet. Dess huvudort är Aybak. Provinsen har 470 000 invånare (år 2013) och en yta på 11 262 km².
Samangan gränsar till provinserna Bamiyan i söder, Baghlan i öster, Sar-e Pol i väster och Balkh i nordväst.

## Administrativ indelning
Provinsen är indelad i sju distrikt.
- Aybak
- Dara-ye Suf-e Bala
- Dara-ye Suf-e Payin
- Feroz Nakhchir
- Hazrat-e Sultan
- Khuram wa Sarbagh
- Ruy-e Du Ab

Tillsammans innehåller de 674 byar, eller mindre samhällen.

## Geografi och demografi
Samangan ligger i de nordöstra delarna av Afghanistan. Provinsen består till största del av bergig terräng och platt ödemark. Dock finns det även delar av provinsen som består av gröna kullar. Provinsens huvudort är Aybak, tidigare kallad Samangan, och är en av sju administrativa områden i Samangan.
Samangan har blivit utsatt för jordbävningar ett flertal gånger. Många människor har dött i samband med dessa och ännu fler har förlorat sina hem och boskap i de jordskred och ras som förekommit.
Invånarantalet ligger på 470 000 och människorna bor väldigt utspritt. Majoriteten av befolkningen talar dari (73 %), medan 22 % talar uzbekiska. Övervägande delen invånare i provinsen är sunnimuslimer, en liten minoritet utgörs av shiamuslimer.

## Ekonomi
De främsta industrierna i Samangan är baserade på jordbruk och lite gruvdrift. Jordbruket består främst av plantager med nötter, vete och frukter, även boskap är en viktig del. Marmor är den främsta varan som utvinns från gruvor. Detta sker dock inte lika omfattande i Samangan som det gör i resten av Afghanistan.
Hästuppfödning till den populära sporten buzkashi är också en inkomstkälla i provinsen.

## Historia
Historiskt beräknas Samangan har blivit bebott redan åren 300 till 500, av buddhister då det kushanska riket hade inflytande i världen under denna tid och det leddes av buddhister. Ruinerna från ett gammalt buddhistiskt religiöst centrum ligger i provinsen, vid namn Takht-e-Rostam eller Aibak som det senare kallades under medeltiden. Det var först saffariderna som införde islam efter att de tagit över provinsen från heftaliterna som i sin tur hade tagit över från det kushanska riket. Mellan år 800 och 1000 tog saffariderna över och införde islam. Därefter fortskred erövringarna av provinsen, som har tillhört flera olika riken.